# أنطوان هونغ
أنطوان هونغ (بالفرنسية: Antoine Hoang)‏ هو لاعب كرة مضرب فرنسي، ولد في 4 نوفمبر 1995 في هييريس في فرنسا.

## وصلات خارجية
- أنطوان هونغ على موقع رابطة محترفي التنس (الإنجليزية)
- أنطوان هونغ على موقع الاتحاد الدولي لكرة المضرب (الإنجليزية)
- أنطوان هونغ على موقع إي إس بي إن.كوم (الإنجليزية)